# С-400
С-400 «Триумф» (индекс УВ ПВО — 40Р6, по кодификации МО США и НАТО — SA-21 Growler, буквально «Ворчун») — российский зенитный ракетный комплекс (ЗРК), зенитная ракетная система большой и средней дальности.
Принята на вооружение 28 апреля 2007 года.
«Триумф» — наименование экспортной версии. Контрактная стоимость одного дивизиона из четырёх машин зенитного ракетного комплекса С-400 около 625 млн долл. (на основе сделки между Турцией и Россией: 2.5 млрд долл. за 4 дивизиона), или 59 млрд руб.

## Описание
Радар раннего обнаружения имеет инструментальную дальность до 600 км..
Комплекс может поражать воздушные цели ракетами ЗУР сверхбольшой дальности 40Н6Е на дальности до 380 км, в том числе по целеуказанию с самолета ДРЛО А-50
По мнению западных аналитиков, С-400 наряду с такими системами, как ОТРК «Искандер» и береговыми противокорабельными комплексами класса «Бастион», играет ключевую роль в новой концепции ВС России, известной на Западе как «Зона запрета доступа» (Anti-Access/Area Denial, A2/AD), которая заключается в том, что войска противника не могут находиться и передвигаться в радиусе действия систем запретной зоны A2/AD без риска нанесения им неприемлемого ущерба.
По данным британского еженедельника The Economist, стоимость одной батареи С400 составляет примерно 200 млн. долл. США.

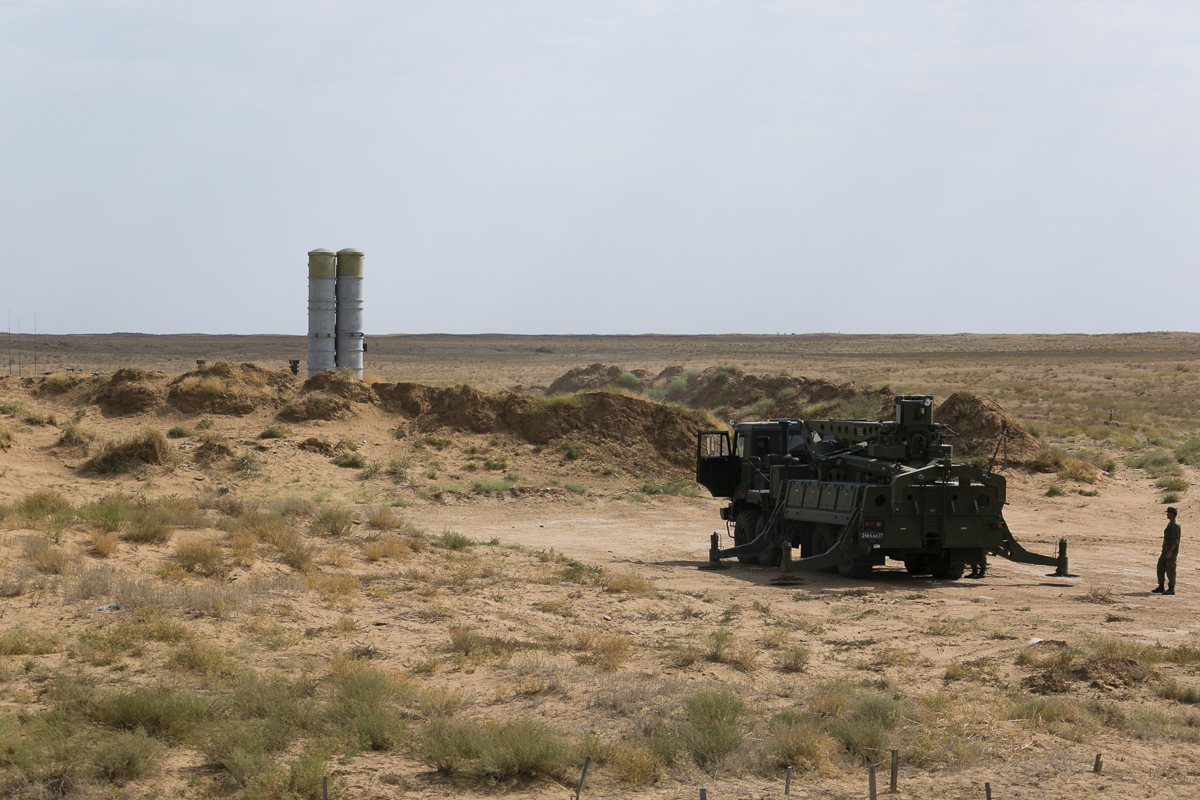
ТЗМ 22Т6

## Разработчики
Головной разработчик — НПО «Алмаз». Генеральный конструктор — Александр Леманский.
Дальнейшим развитием ЗРС С-400 стало создание ЗРС С-500 «Прометей», имеющей иное назначение. С-400 является массовым средством ПВО и может ограниченно применяться в целях противоракетной обороны. С-500 же создан для прикрытия отдельных особо важных целей только от баллистических ракет.

## Характеристики
| Скорость цели максимальная, км/с                                                                    | 4,8                                                                                                 |
| Инструментальная дальность радара 91Н6Е, км                                                         | 600                                                                                                 |
| Границы зоны прикрытия по дальности, км - максимум - минимум                                        | 250 (в теории до 380) 2                                                                             |
| Границы зоны прикрытия по высоте от аэродинамических целей (км) - максимум - минимум                | до 30 (ракетой 40Н6Е) / до 27 (ракетами 48Н6ДМ)/ до 35 (ракетами 9М96М) 0,005                       |
| Границы зоны прикрытия по дальности от всех доступных баллистических ракет, км - максимум - минимум | 60 5                                                                                                |
| Обстреливаемых одновременно целей максимум                                                          | 80 (10 целей каждый ЗРК, всего до 8 ЗРК под общим управлением) (до 2012 г. — 36 (6 ЗРК по 6 целей)) |
| Наводимых на цели ракет максимум                                                                    | 160 (20 ракет каждый ЗРК, всего до 8 ЗРК под общим управлением)                                     |
| Готовность, минут                                                                                   | 0,6 из режима ожидания / развёрнутый на местности 3                                                 |
| Непрерывной работы часов                                                                            | 10 000                                                                                              |
| Срок службы, лет - Компонентов - Ракет                                                              | минимум 20 15                                                                                       |

- Типы целей[24]:

- Стратегическая авиация B-1, FB-111 и B-52H
- Самолёты РЭБ EF-111A и EA-6
- Разведчики Lockheed U-2
- Самолёты-радары E-3A и E-2C
- Тактическая авиация F-15, F-16

- Время реакции системы менее 10 секунд[26].
- Самостоятельное движение по дорогам (60 км/ч), бездорожью (до 25 км/ч)[17].

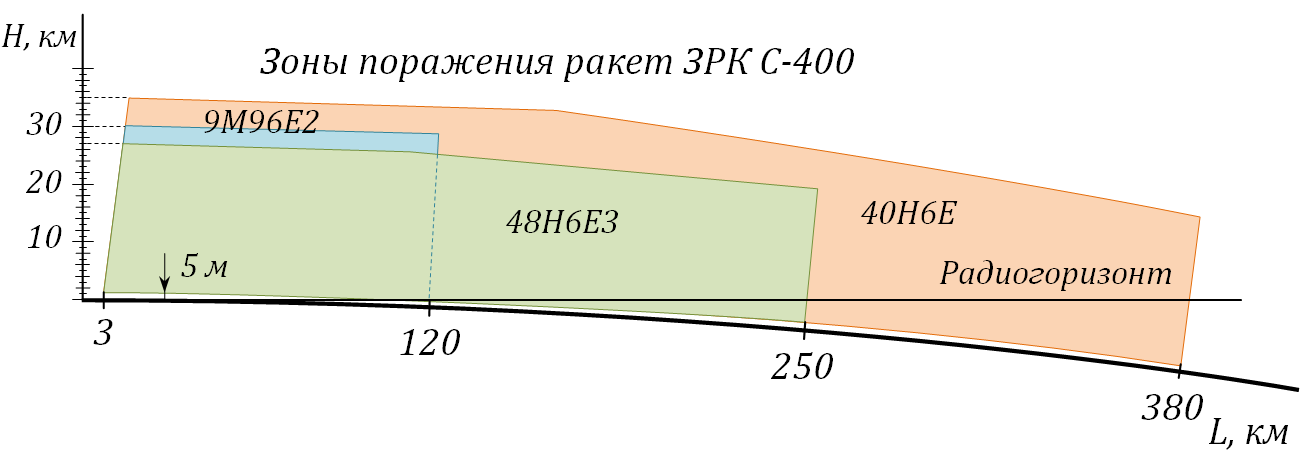
Зоны поражения ракет ЗРК С-400

Зоны поражения

## Состав системы

### Базовый состав системы 40Р6 (С-400)

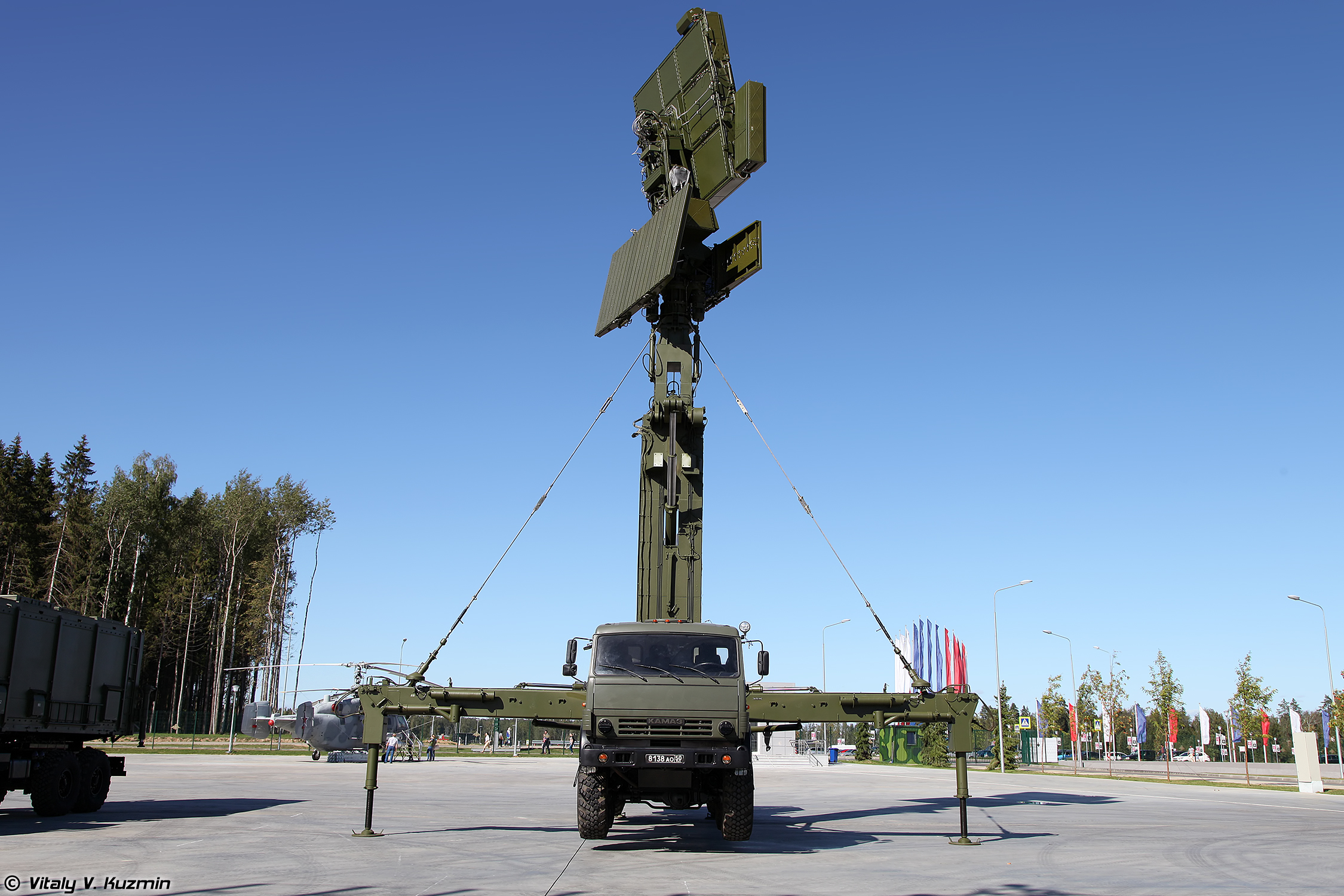
РЛС Подлет К1

1. РЛС Подлет К1Средства управления 30K6E в составе[18][20]:
  - Пункта боевого управления (ПБУ) 55К6Е на основе Урал-5323 01.
  - Радиолокационного комплекса (РЛК) 91Н6E[18] Панорамный радар с защитой от помех. Монтируется на МЗКТ-7930. Работает в дециметровом диапазоне.
2. До 6 зенитных ракетных комплексов 98Ж6Е[27]. Максимум 10 целей с наведением на них 20 ракет[21], каждый в составе:
  - Многофункциональной РЛС (МРЛС) 92Н6Е дальностью 400 км. 100 мишеней[28]. Заменяется на более совершенную 48Я6 К1 «Подлет» на выдвижной вышке.
  - До 12 транспортно-пусковых установок (ТПУ) типа 5П85ТЕ2 и/или 5П85СЕ2 на прицепе.
3. Зенитные ракеты 48Н6Е, 48Н6Е2, 48Н6Е3 существующих ЗРК С-300ПМУ1, −2, а также ракеты 9М96Е и 9М96Е2 и ракета сверхбольшой дальности 40Н6Е[29].
4. Комплекс средств технического обеспечения системы 30Ц6Е.

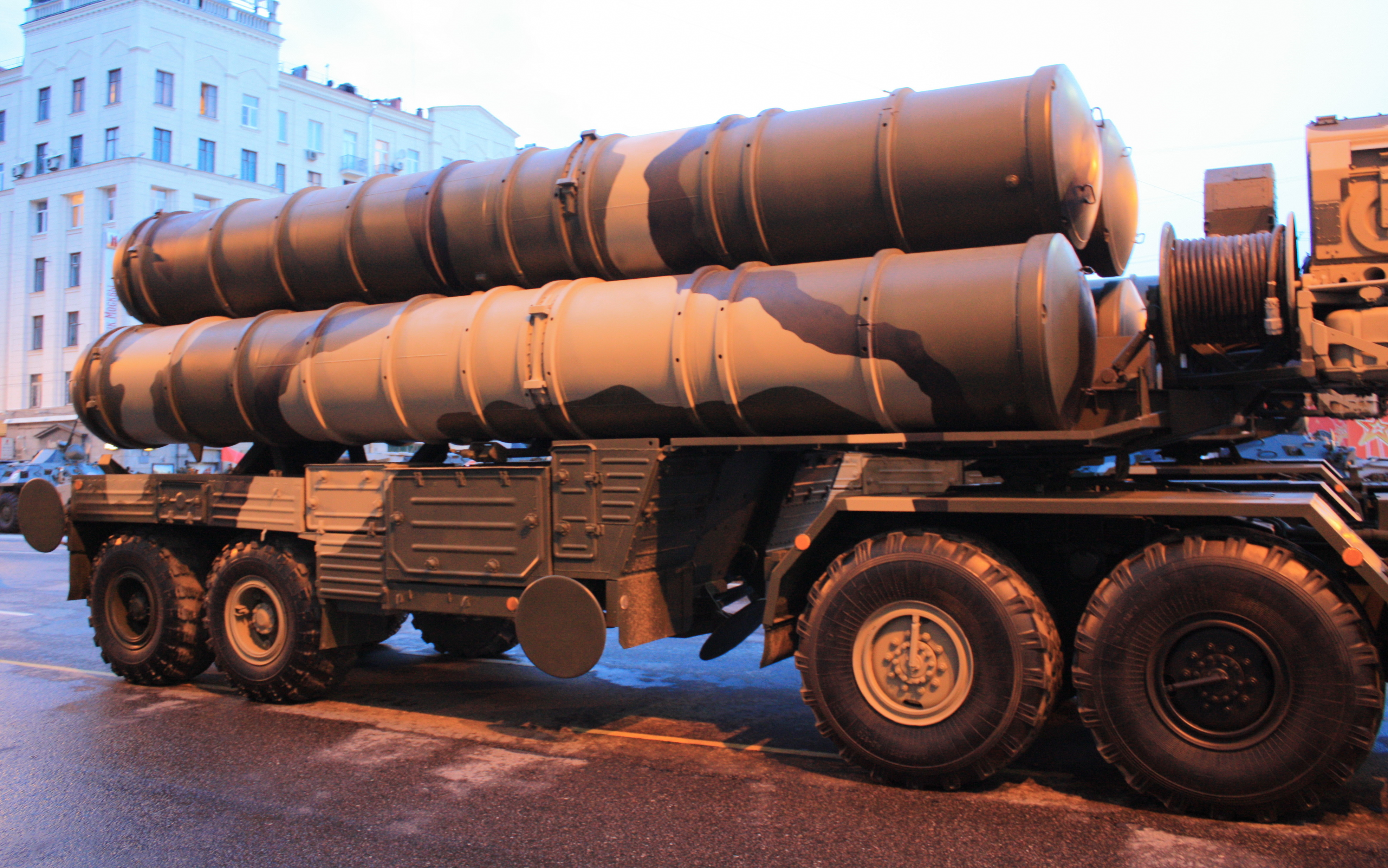
Пусковые установки зенитных ракет комплекса С-400

### Придаваемые средства
Штатно в состав комплекса С-400 могут входить РЛС обзора против стелс-самолётов, а также пассивные средства радиотехнической разведки для обнаружения самолётов по работающей РЛС или при попытке ими использовать радиосвязь.
Дециметровые Гамма-ДЕ и Противник-ГЕ предназначены для обнаружения стелс-самолётов за счет того, что радиопоглощающие покрытия рассчитаны на коротковолновой X-диапазон и хуже работают в длинноволновом L-диапазоне. Ранее придавался всевысотный обнаружитель 96Л6Е, но после перехода на новую штатную РЛС 48Я6 К1 «Подлет» на выдвижной вышке в нём отпала необходимость.
Комплексы пассивной радиотехнической разведки Автобаза-М и Орион (Вега) могут заменять обзорную РЛС для С-400, если цель излучает радиосигнал, включив РЛС или выйдя в эфир. С-400 может использовать также систему радиотехнической разведки 1РЛ220ВЕ, которая реагирует на излучение от работы электронного оборудования в самолёте, но точные характеристики и принцип работы этого комплекса не раскрываются.

### Средства управления подчинёнными системами и организация эшелонированной ПВО
С-400 может выполнять роль системы управления позиционным районом ПВО, объединяя различные зональные системы ПВО и отдавая им команды на поражение целей, а также используя ракеты от более старых комплексов ПВО для поражения целей. Для развёртывания связи на больших расстояниях используется ретранслятор 15И6МЕ, обеспечивающий связь системы управления 98Ж6Е на расстоянии 30/60/90 км от командного центра 30K6E. Таким образом, С-400 является средством организации и управления эшелонированной ПВО.

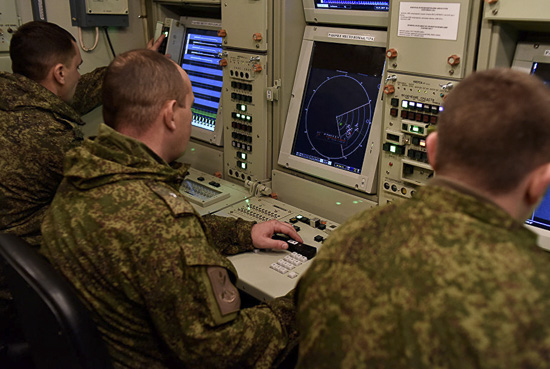
Боевой расчет С-400 «Триумф» за работой

Отметим, что организация эшелонированной ПВО вокруг позиционного района С-400 является необходимым для отражения попыток разрушения системы ПВО и прикрываемых ей объектов через массированную атаку крылатыми ракетами и дронами. Для уничтожения крылатых ракет предполагается использовать Панцирь-С1, которые имеет намного более дешёвые ракеты ЗРК. В позиционный район С-400 также входят многочисленные операторы ПЗРК "Верба", которые могут получать от командного пункта С-400 извещения о секторах подлета крылатых ракет или дронов. Интеграция осуществляется через комплекс Барнаул-Т
Всего система 30К6Е управления может управлять следующими компонентами ПВО:
- Система С-400  98Ж6E;
- С-300ПМ2 (через систему 83М6Е2 управления);
- С-300ПМ1 (через систему 83М6Е управления);
- Тор-М1 через Ранжир-М мобильный командный пост;
- Панцирь-С1 через КП Панцирь;

Возможность интеграции с 92H6E радиолокационной системы обеспечения с каждой батареи для:
- 'Байкал-Э'  старших командные пункты и другие подобные;
- В зоне доступности (30-40 км) 30К6Е, 83М6Е и 83М6Е2 системы управления;
- 'Поляна-D4М1'  командный пункт;
- Командный пункт ВВС.

Возможно применение ракеты С-200Д «Дубна» 270 км, а также различных систем радаров С-300 (версии П) без участия дополнительных центров управления и контроля. Возможно применение ракет С-300, самолётов раннего предупреждения А-50 / 50У, командование и целеуказание.

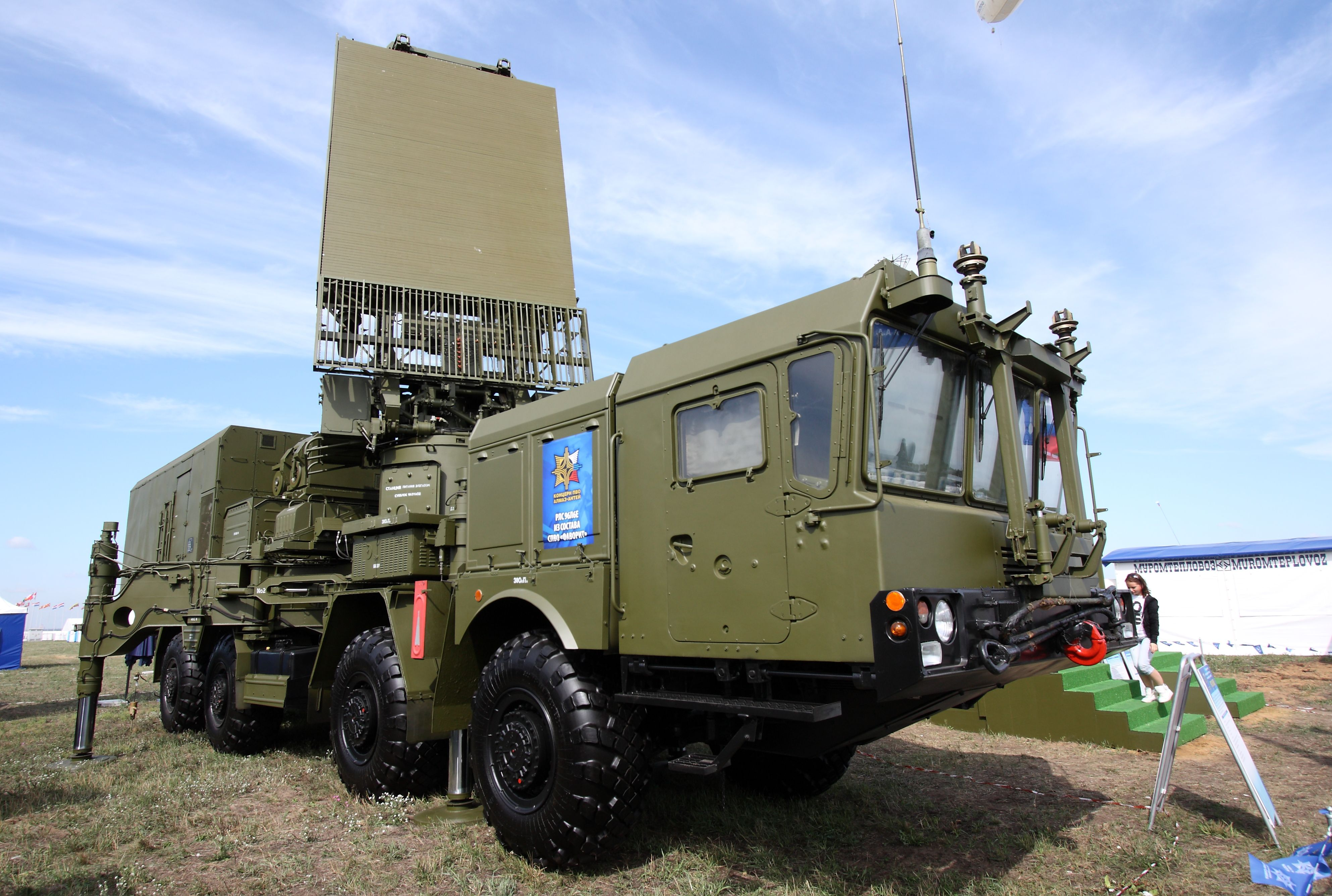
Всевысотный обнаружитель 96Л6Е комплексов С-300/С-400 на шасси МЗКТ-7930

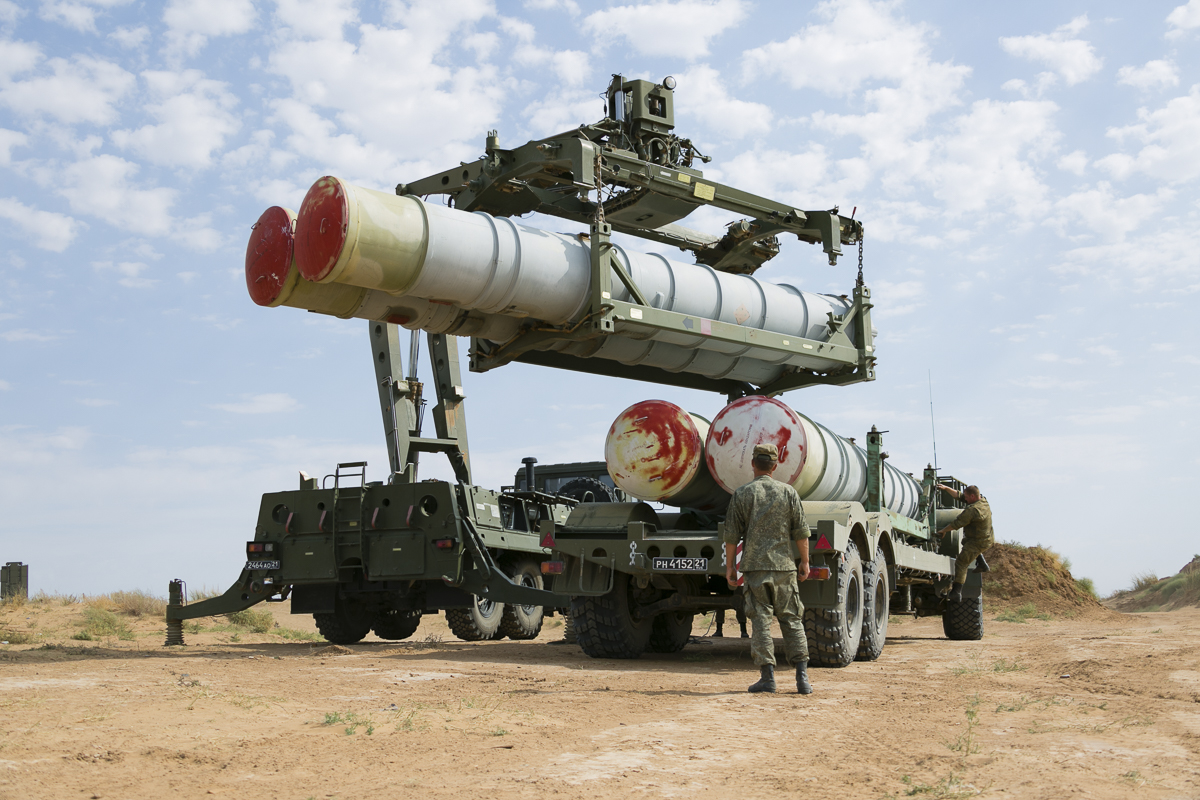
ТЗМ 22Т6

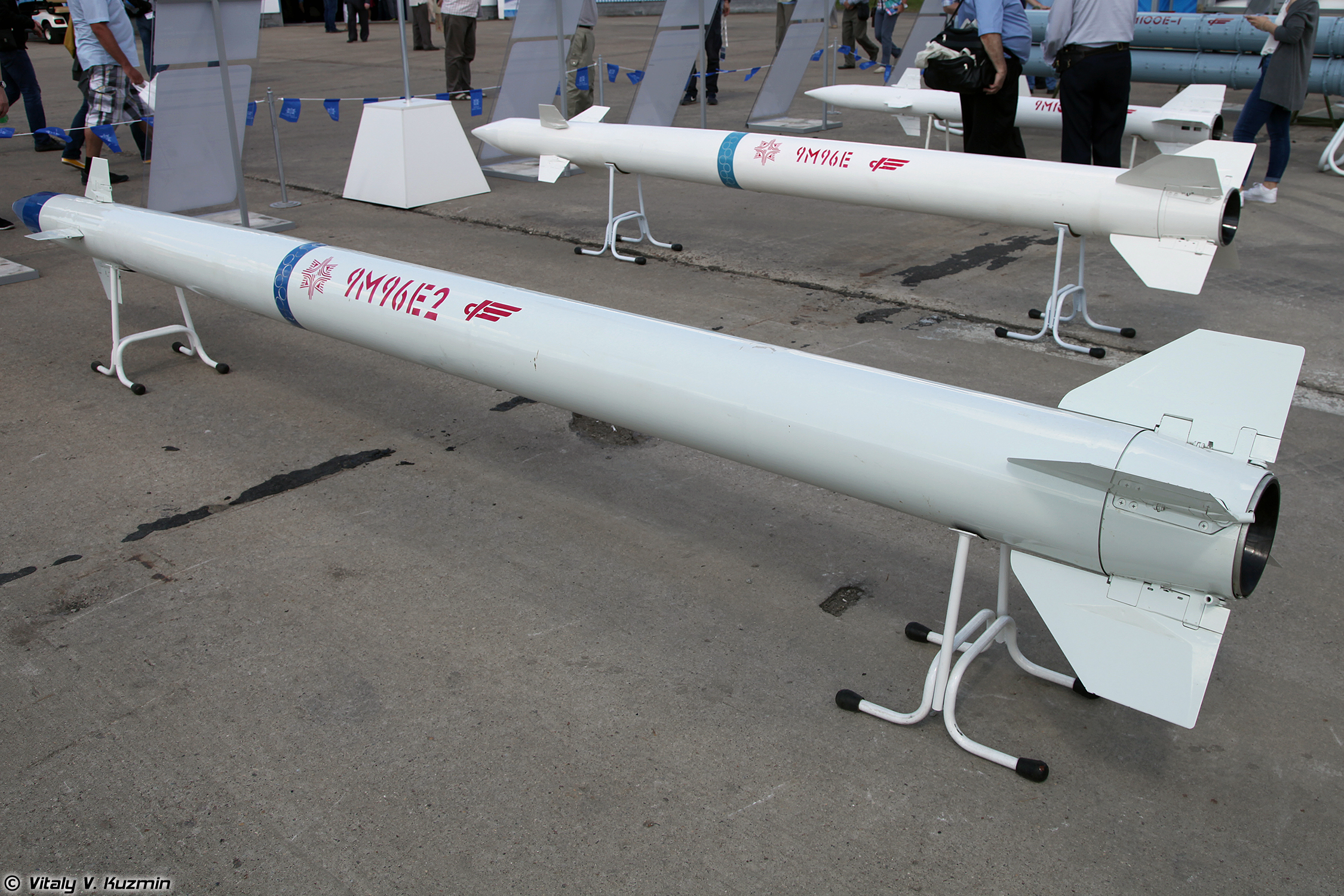
ЗУР 9М96Е2 с увеличенной дальностью пуска

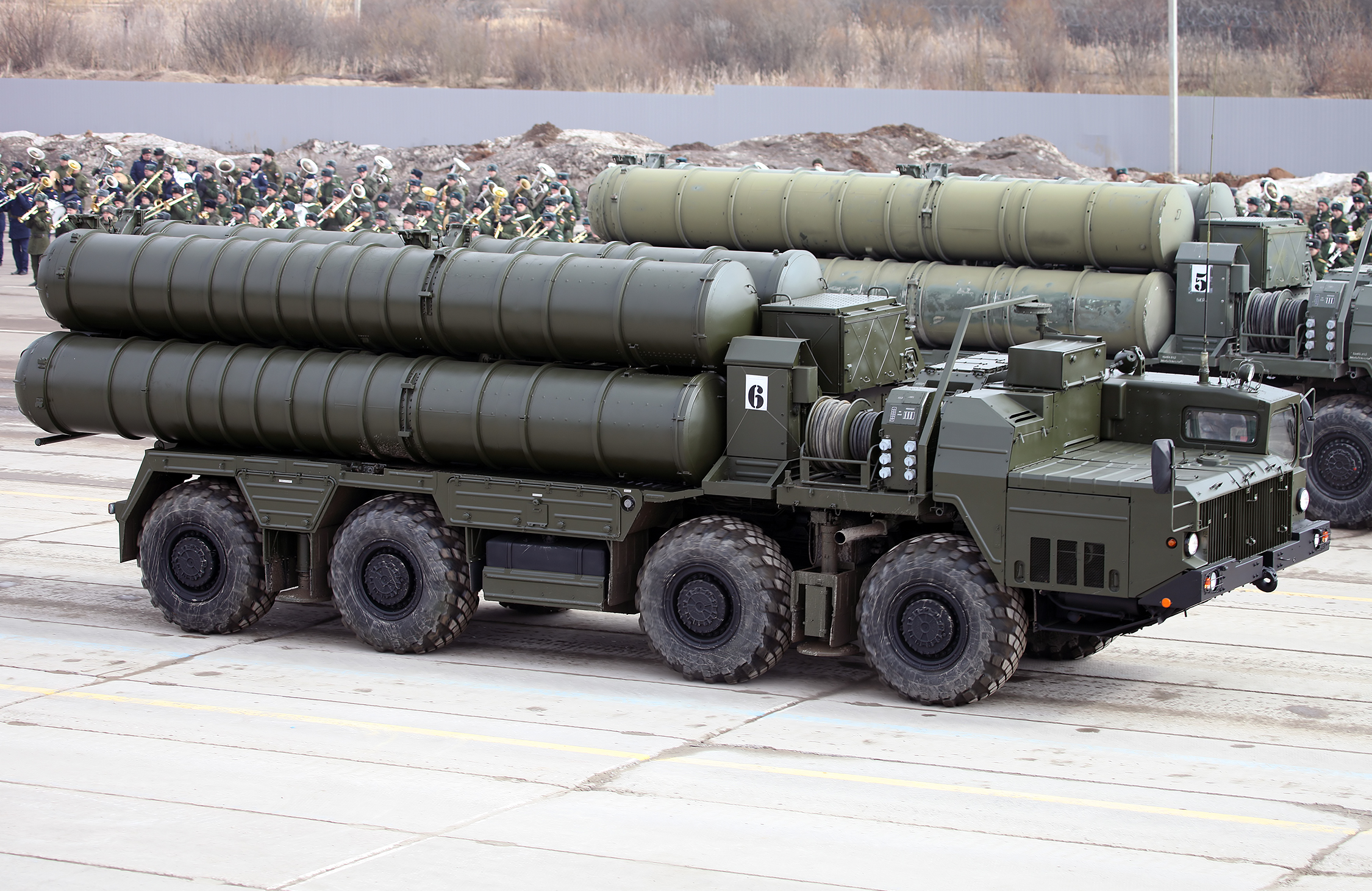
ПУ 5П85СМ2-01 на шасси МАЗ-543М
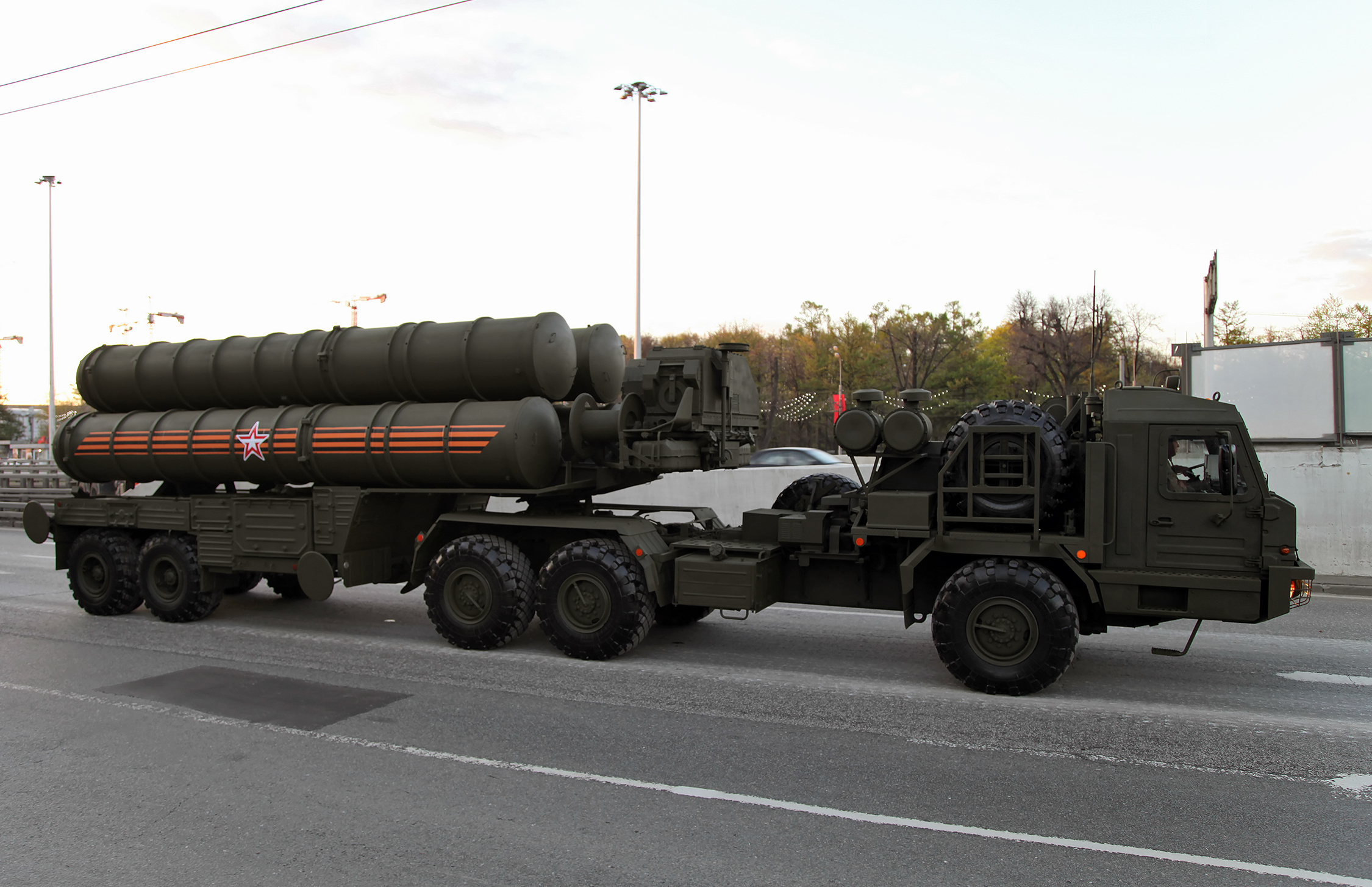
ПУ 5П85Т2 на шасси БАЗ-6402
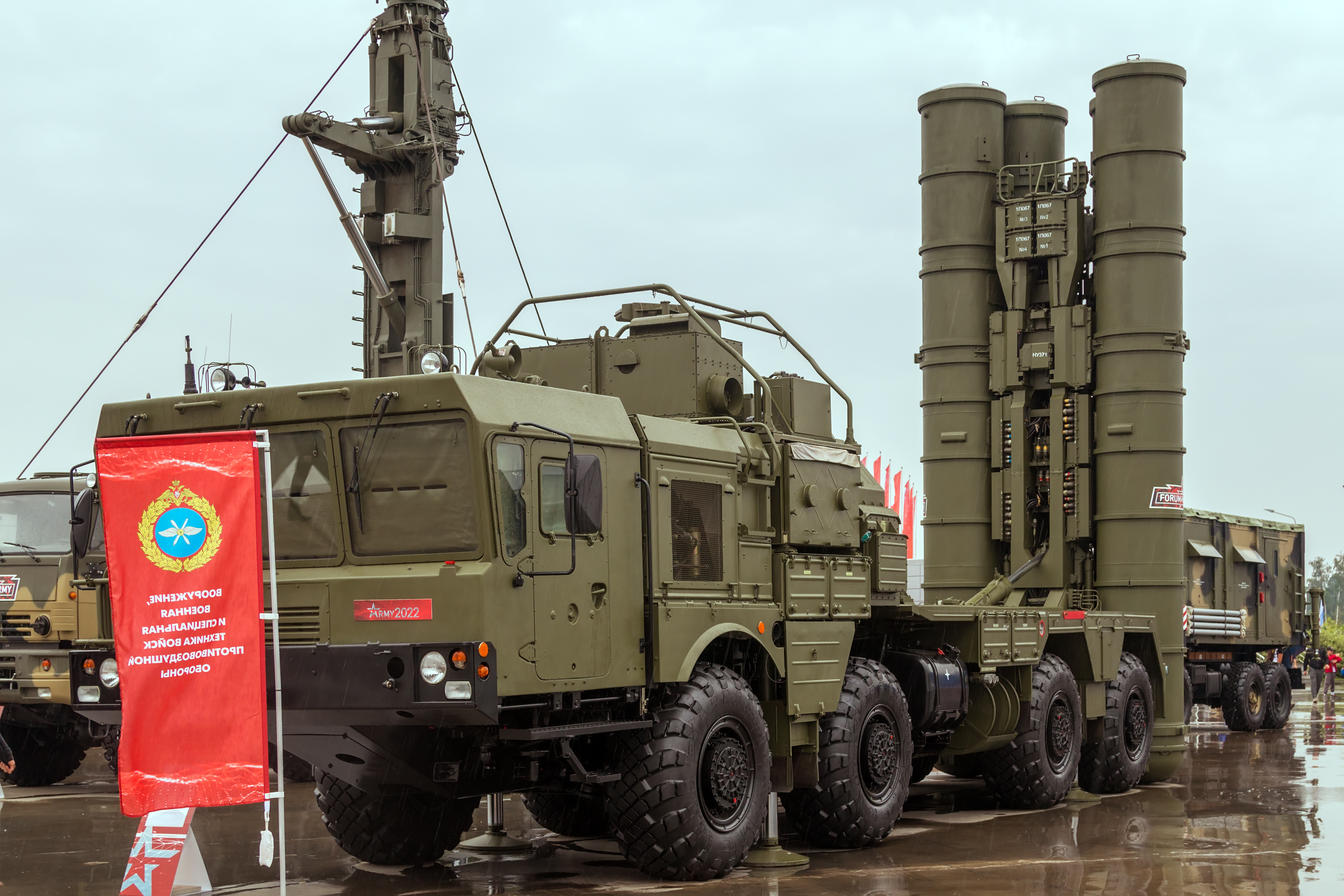
ПУ 51П6 на шасси МЗКТ-7930
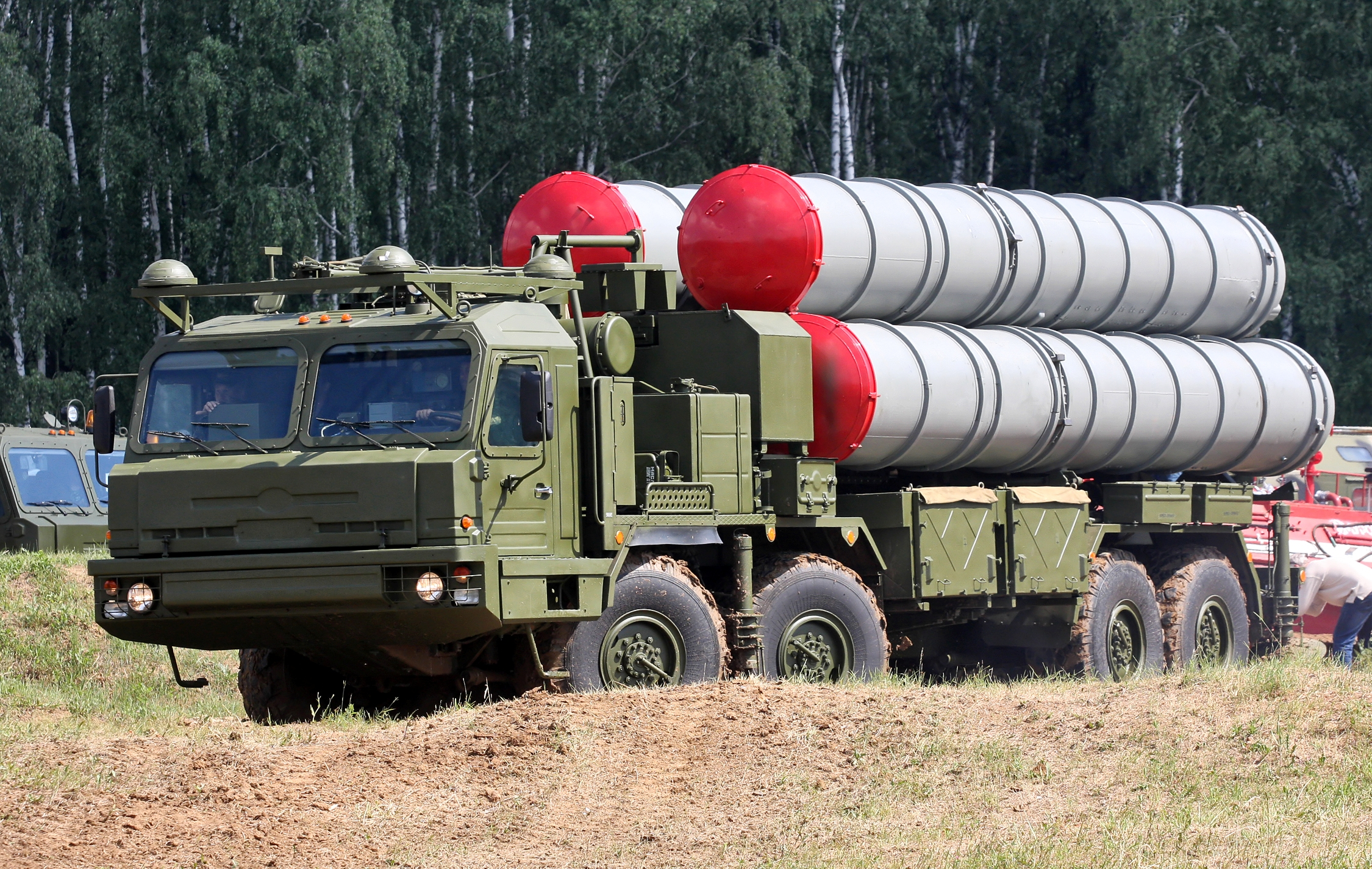
ПУ 5П90С на шасси БАЗ-6909-022

## Ракеты
Специальным распоряжением президента РФ раскрыты пять индексов зенитных ракет, которые может запускать ЗРС С-400, — 48Н6Е, 48Н6Е2, 48Н6ЕЗ, 9М96Е2, 40Н6Е.
| индекс ГРАУ                  | Год  | Дальность, км | Высоты, км        | Время работы двигателя, c | Максимальная скорость, м/c | Скорость поражаемых целей, м/с | Длина, м | Диаметр, мм | Масса, кг | Масса боевой части, кг | Управление                                                                                           |
| ---------------------------- | ---- | ------------- | ----------------- | ------------------------- | -------------------------- | ------------------------------ | -------- | ----------- | --------- | ---------------------- | --- |
| 48Н6E / 48Н6                 | 1992 | 150           |                   | 12                        | до 2100                    |                                | 7,5      | 519         | 1800—1900 | 143—145                | Полуактивное радиолокационное самонаведение с радиокоррекцией                                        |
| 48Н6E2 / 48Н6М               | 1992 | 200           |                   |                           | до 2100                    | 2800                           | 7,5      | 519         | 1800—1900 | 150                    | Полуактивное радиолокационное самонаведение с радиокоррекцией                                        |
| 48Н6E3 / 48Н6-2 / 48Н6ДМ     | ?    | 250           | 0,01-27           |                           | до 2500                    | 4800                           | 7,5      | 519         | 1800—1900 | 180                    | Полуактивное радиолокационное самонаведение с радиокоррекцией                                        |
| 9М96Е2 / 9М96М не экспортный | 1999 | 120/1-135     | 0,005-30/0,005-35 |                           | средняя 1000               |                                | 5,65     | 240         | 420       | 26                     | Активное радиолокационное самонаведение                                                              |
| 9М96Е                        |      | 40            | 20                |                           |                            |                                | 4,75     | 240         | 333       | 26                     | Активное радиолокационное самонаведение                                                              |
| 9М100E                       |      | 0,5-15        | 0,005-8           |                           |                            | 1000                           | 3,165    | 200         | 140       | 14,5                   | ИНС, на среднем участке траектории — инерциальное наведение с радиокоррекцией по данным наземной РЛС |
| 40Н6Е                        | 2015 | 380           | 0,01-30           |                           | средняя 1190               |                                | 7,5      |             | 1900      |                        | Активное/полуактивное самонаведение                                                                  |

## Развёртывание и боевое применение

### В России
| №  | Полк | Дивизия | Армия | Округ       | Дата | Местоположение                                               | Дивизионы                                                    |
| -- | ---- | ------- | ----- | ----------- | ---- | ------------------------------------------------------------ | ------------------------------------------------------------ |
| 1  | 606  | 5       | 1     | ЗВО         | 2007 | Московская область, г. Электросталь                          | 1                                                            |
| 2  | 606  | 5       | 1     | ЗВО         | 2009 | Московская область, г. Электросталь                          | 1                                                            |
| 3  | 210  | 4       | 1     | ЗВО         | 2011 | Московская область, городское поселение Дмитров, п. Дубровки | 2                                                            |
| 4  | 589  | 93      | 11    | ВВО         | 2012 | Приморский край, Партизанский район, п. Золотая Долина       | 2                                                            |
| 5  | 93   | 4       | 1     | ЗВО         | 2012 | Московская область, Одинцовский район, п. Фуньково           | 2                                                            |
| 6  | 183  | 44      | -     | БФ          | 2013 | Калининградская область, г. Калининград                      | 2                                                            |
| 7  | 1537 | 51      | 4     | ЮВО         | 2013 | Краснодарский край г. Новороссийск                           | 2                                                            |
| 8  | 531  | 1       | 45    | ОСК «Север» | 2014 | Мурманская область, г. Полярный                              | 2                                                            |
| 9  | 549  | 5       | 1     | ЗВО         | 2014 | Москва                                                       | 2                                                            |
| 10 | 1532 | 53      | -     | ТОФ         | 2015 | Камчатский край, г. Петропавловск-Камчатский                 | 3                                                            |
| 11 | 33   | 1       | 45    | ОСК «Север» | 2015 | Архангельская область, Новая Земля, аэродром «Рогачёво»      | 2                                                            |
| 12 | 414  | 3       | 45    | ОСК «Север» | 2015 | Республика Саха (Якутия), г. Тикси                           | [ 56 ] [ 57 ] [ 58 ]                                         |
| 13 | 1533 | 93      | 11    | ВВО         | 2015 | Приморский край г. Владивосток                               | 2                                                            |
| 14 | 590  | 41      | 14    | ЦВО         | 2015 | Новосибирская область, г. Новосибирск                        | 2                                                            |
| 15 | 500  | 2       | 6     | ЗВО         | 2015 | Ленинградская область, д. Гостилицы                          | 2                                                            |
| 16 | 1488 | 2       | 6     | ЗВО         | 2016 | Ленинградская область г. Зеленогорск                         | 2                                                            |
| 17 | 584  | 4       | 1     | ЗВО         | 2016 | Московская область, Солнечногорский район, п. Лыткино        | 2. Развернуты 11.01.2017                                     |
| 18 | 18   | 31      | 4     | ЮВО         | 2016 | Республика Крым, г. Феодосия                                 | 2 Доукомплектован и развёрнут в декабре 2016 года            |
| 19 | -    | 2       | 6     | ЗВО         | 2017 | Ленинградская область                                        | 2                                                            |
| 20 | 1528 | 1       | 45    | ОСК «Север» | 2017 | Архангельская область, Беломорская база                      | 2. Развернут в декабре 2016 года                             |
| 21 | 549  | 5       | 1     | ЗВО         | 2017 | Московская область, г. Подольск                              | 2                                                            |
| 22 |      | 93      | 11    | ВВО         | 2017 | Приморский край г. Владивосток                               | 2                                                            |
| 23 | 1544 | 2       | 6     | ЗВО         | 2018 | Ленинградская область Владимирский Лагерь                    | 2 (1 — г. Луга с 20 декабря 2018 года 1 — г. Струги Красные) |
| 24 | 1530 | 25      | 11    | ВВО         | 2018 | Хабаровский край, п. Большая Картель                         | 2                                                            |
| 25 | 12   | 31      | 4     | ЮВО         | 2018 | Республика Крым, г. Севастополь                              | 2. (1 — г. Евпатория. 1 — г. Джанкой)                        |
| 26 | 12   | 31      | 4     | ЮВО         | 2018 | Республика Крым, г. Севастополь                              | 2                                                            |
| 27 | 511  | 76      | 14    | ЦВО         | 2018 | Саратовская область, г. Энгельс                              | 2                                                            |
| 28 | 33   | 1       | 45    | ОСК «Север» | 2019 | Архангельская область, Новая Земля                           | 2                                                            |
| 29 | 1545 | 44      | -     | БФ          | 2019 | Калининградская область                                      | 2                                                            |
| 30 | 1489 | 2       | 6     | ЗВО         | 2019 | Ленинградская область, п. Ваганово                           | 2                                                            |
| 31 | 568  | 76      | 14    | ЦВО         | 2020 | Самарская область                                            | 2                                                            |
| 32 | 1490 | 2       | 6     | ЗВО         | 2020 | Ленинградская область                                        | 4                                                            |
| 33 | 185  | 76      | 14    | ЦВО         | 2020 | Свердловская область                                         | 2                                                            |
| 34 | 33   | 1       | 45    | ОСК «Север» | 2020 | Архангельская область                                        | 2                                                            |
| 35 | 1724 | 25      | 11    | ВВО         | 2020 | Сахалинская область, Южно-Сахалинск                          | 2                                                            |

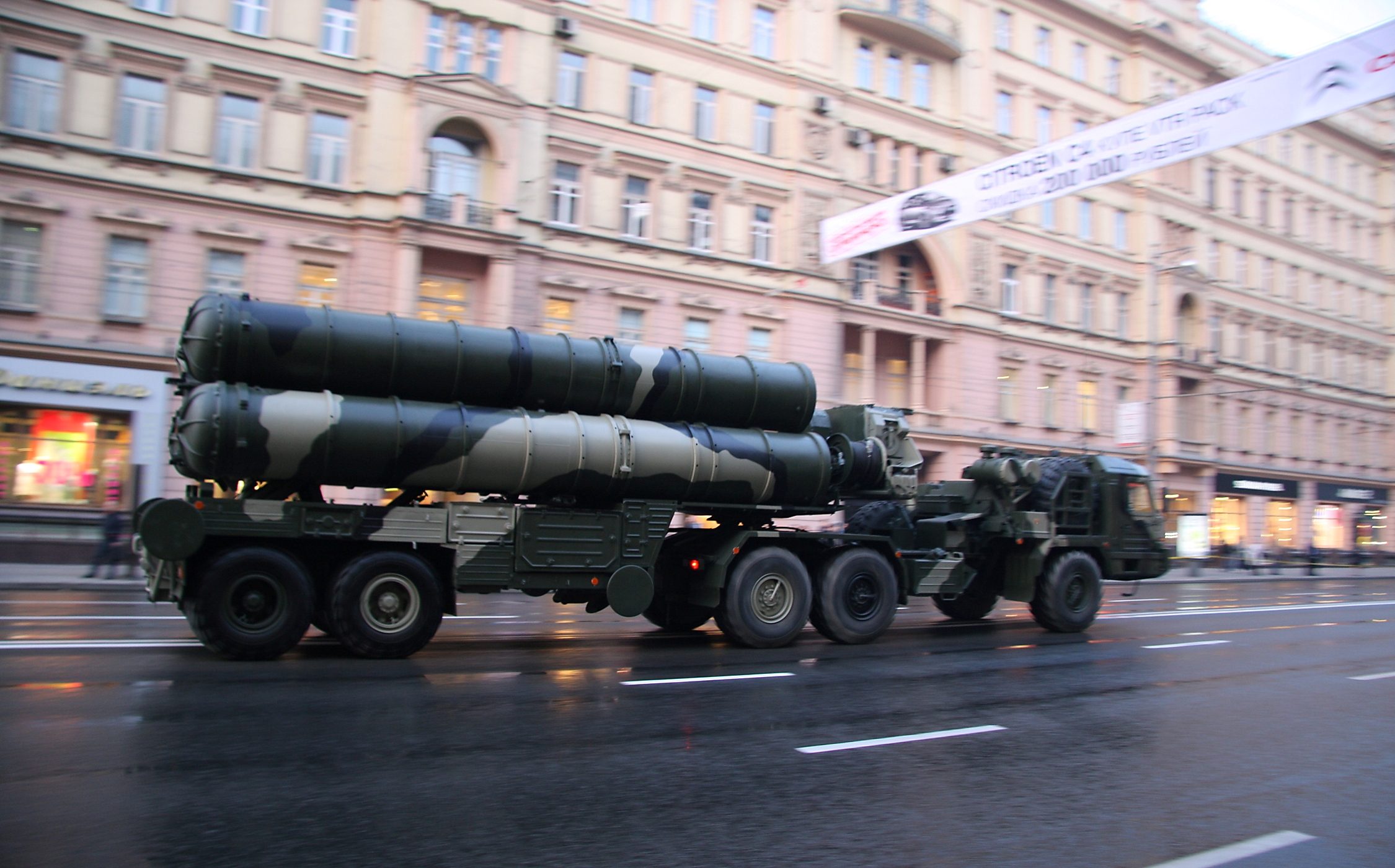
На параде в Москве, 2007 год

Всего начиная с 2012 года российские вооружённые силы получили 16 полковых комплектов ЗРС С-400, сообщил министр обороны России генерал армии Сергей Шойгу в ходе расчётного заседания коллегии МО РФ. Он также рассказал, что в 2018 году российская армия должна получить на вооружение 10 дивизионов ЗРС С-400.
В 2015, 2016, 2017 и 2018 годах поставлено 4 полковых комплекта ЗРС С-400 (панее сообщалось о планах поставки в 2016 году пяти комплектов). В 2019 году поставлено 3 полковых комплекта ЗРС С-400.
В июне 2020 года подписан контракт между Министерством обороны РФ и концерном ВКО «Алмаз-Антей» об изготовлении и поставках трёх полковых комплектов зенитной ракетной системы С-400 «Триумф» сроком до конца 2023 года.
В Воздушно-космических силах более 70 процентов зенитных ракетных полков перевооружены на современные системы С-400.

### Сирия
26 ноября 2015 года, после того как Турция сбила российский самолёт, 1 комплекс С-400 был развёрнут в Сирии на российской авиабазе «Хмеймим» в Латакии и заступила на дежурство. Переброска осуществлялась с помощью военно-транспортных самолётов Ан-124 «Руслан» из состава одного из подмосковных полков.

### Украина
Установка применяются ВС РФ в российско-украинской войне. Из С-400 было сбито несколько украинских самолётов на малой высоте и значительном расстоянии, так был сбит украинский Су-27 над Киевом. Вооружённые силы Украины многократно поражали установки С-400 с применением ATACMS в различных городах Крыма и других регионов (Евпатория, Оленевка, Джанкое, Моспино).

#### Хронология потерь
- В мае 2023 года, в Херсонской области, украинский HIMARS поразил командный пункт С-400 55К6[104][111][112].
- В июле 2023 года ВСУ уничтожили радар компдекса С-400[113].
- 23 августа 2023 года в Крыму около населенного пункта Оленевка ракетным ударом была уничтожена установка С-400[114].
- 14 сентября 2023 года комбинированным ударом БПЛА и крылатых ракет близ Евпатории в Крыму был уничтожен комплекс С-400[115][116].
- В октябре 2023 года ударом украинских ATACMS было уничтожено несколько установок С-400[117].
- 17 апреля 2024 года в Джанкое ракетой ATACMS была поражена батарея С-400/С-300[118].
- 14 мая 2024 года в Крыму ракетами ATACMS была атакована база ВВС России Бельбек. В результате было уничтожено несколько боевых самолётов Су-27 и МИГ-31, а также радар и пусковые установки С-400, прикрывавшие аэродром[119].
- 22 мая 2024 года в районе города Моспино ракетой ATACMS уничтожена батарея комплекса[120][121].
- 24 ноября 2024 года близ села Большое Жирово в Курской области ударом ракет ATACMS был уничтожена часть комплекса С-400, который использовался в режиме "земля-земля" для обстрела гражданской инфраструктуры[122].
- 29 ноября 2024 года в районе Симферополя в Крыму ударом ВСУ была уничтожена часть комплекса С-400[123].
- В ночь на 26 июня 2025 года БПЛА Главного управления разведки Минобороны Украины поразили на территории Крыма две многофункциональные РЛС управления 92Н2Е, две РЛС обнаружения 91Н6Е и пусковую установку комплекса С-400[124].

Нидерландское независимое издание Oryx подтверждает потерю двух командных пунктов, семи радаров и 17 пусковых установок С-400.

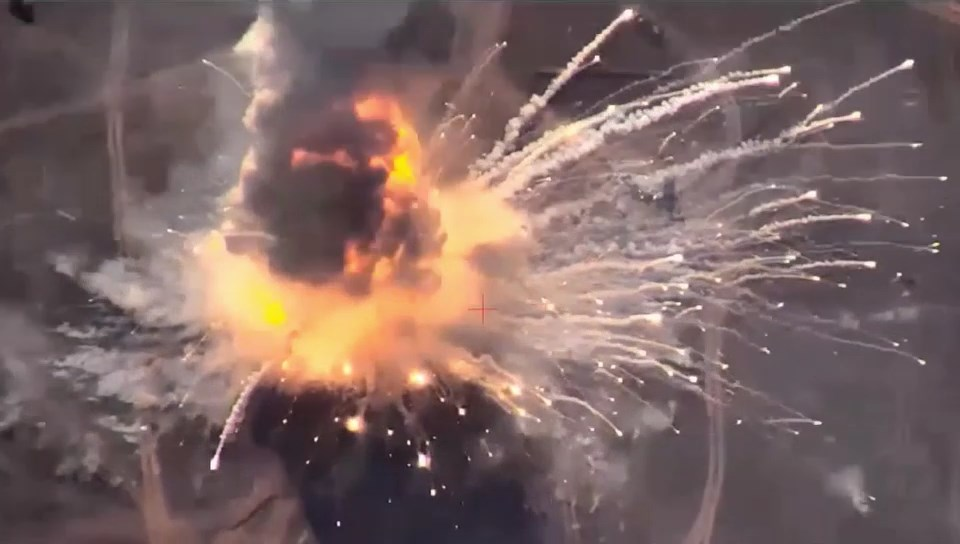
Момент детонации российского С-400, уничтоженного в Крыму 23 августа 2023 года.
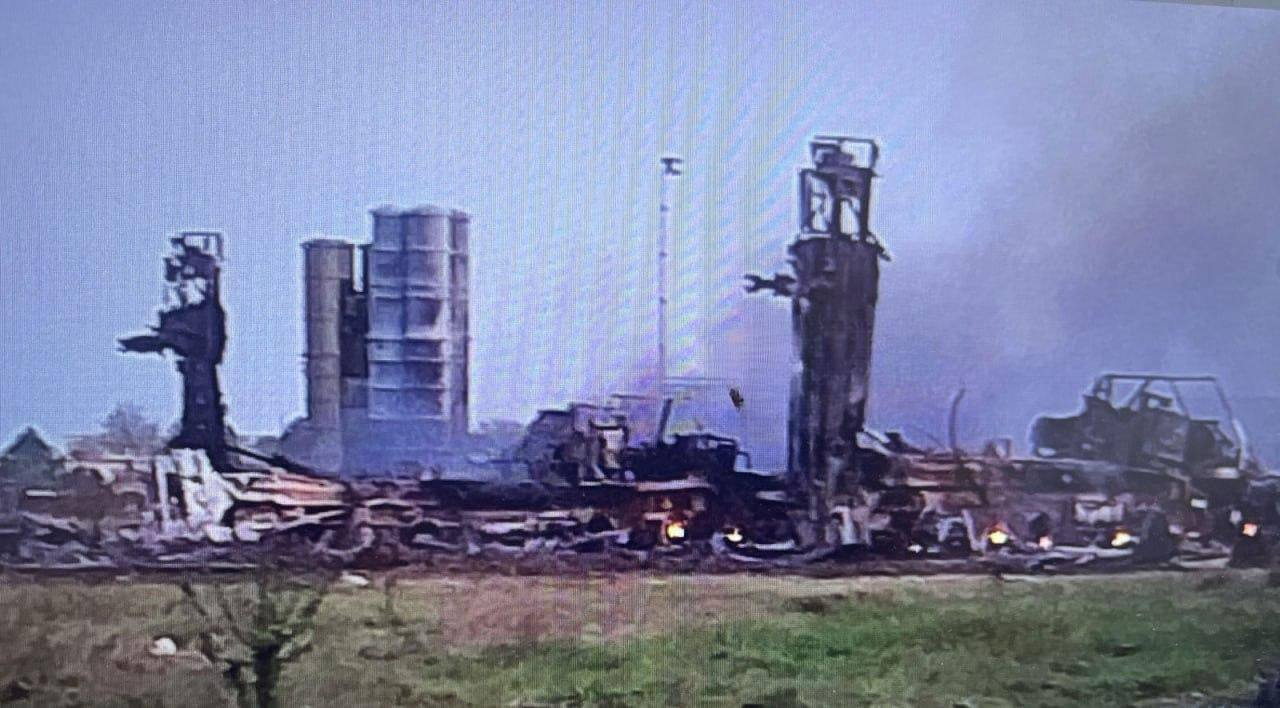
Уничтоженные российские С-400 в Крыму на авиабазе Джанкой 17 апреля 2024 года.
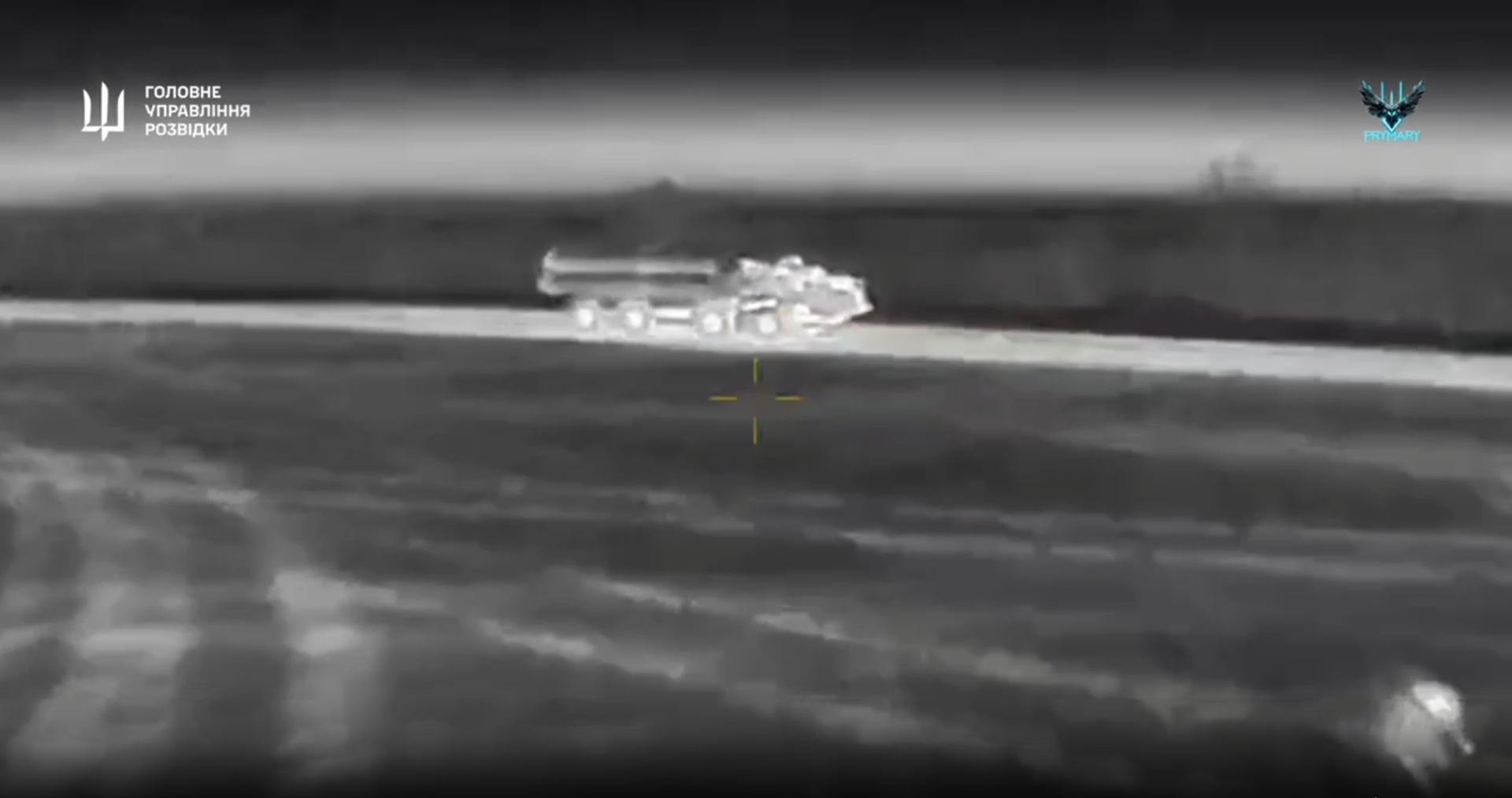
Российский С-400 в объективе украинского БПЛА перед поражением 26 июня 2025 года.

## На вооружении

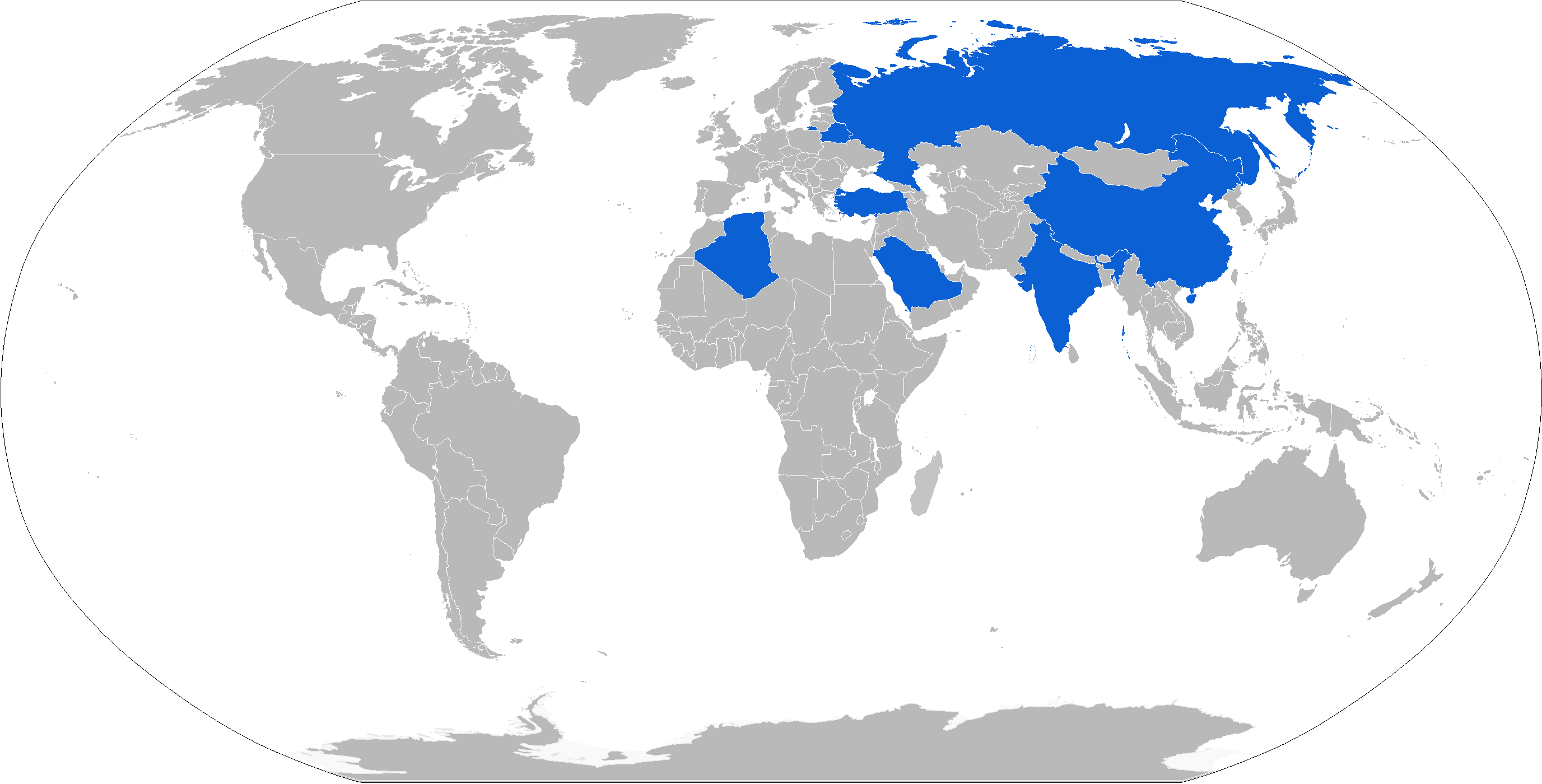
Действительные и возможные операторы комплекса С-400

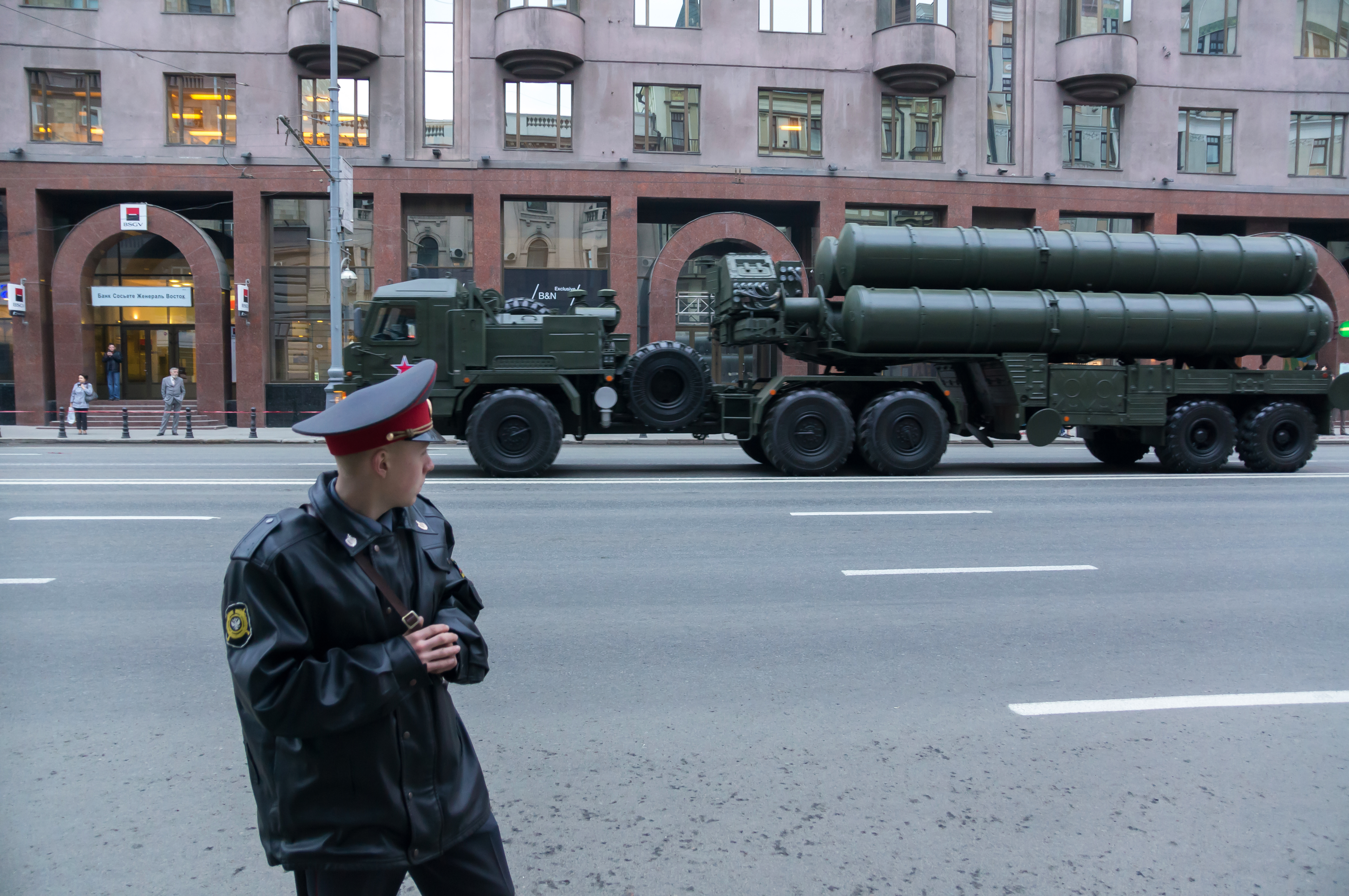
С-400 «Триумф» на репетиции Парада Победы в Москве, ул. Тверская, 26 апреля 2012 года

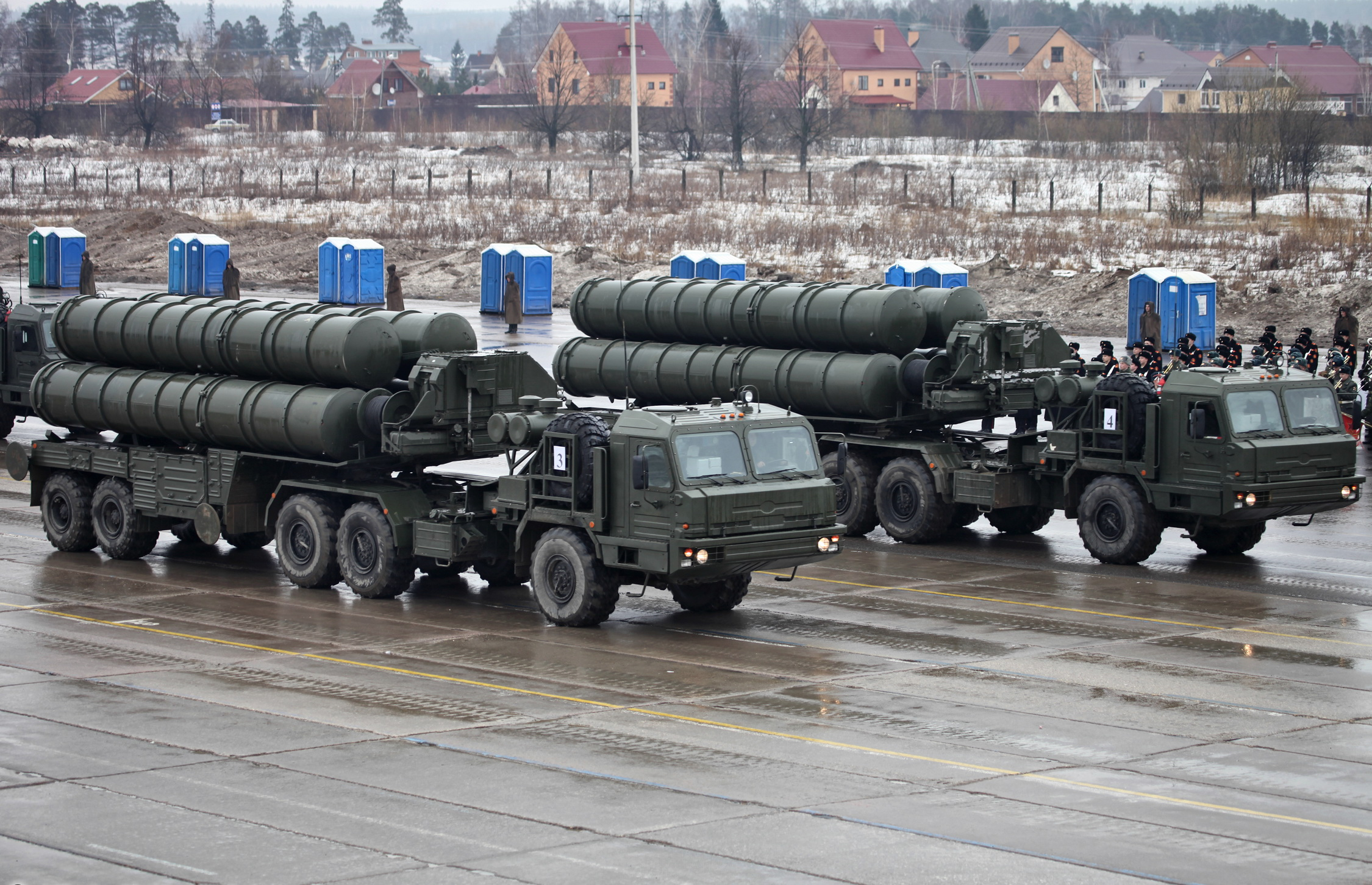
С-400 «Триумф» на репетиции Парада Победы в Алабино, 13 апреля 2012 года

- Алжир — 1 полк из 12 ПУ у Войск территориальной ПВО по состоянию на 2022 год. Заказаны в 2014 году для замены устаревших С-125[126][127][128][129].
- Беларусь — 16 ПУ (2 дивизиона), по состоянию на 2025 год[130]
- Индия — 24 ПУ (3 дивизиона), по состоянию на 2025 год[131] из 5 заказанных полков. Поставки приостановлены в осенью 2023, но в марте 2024 достигнута договорённость о предоставлении оставшихся ЗРК к 2025 году. Помимо самих комплексов, также закуплено 6000 ракет к ним[132][133].
- Китай — 32 ПУ (4 дивизиона), по состоянию на 2025 год[134]
- Россия
  - Воздушно-космические силы Российской Федерации: 284 ПУ (13 полков) С-400 по состоянию на 2025 год[135]
  - Морская авиация Российской Федерации: 64 ПУ (3 полка) С-400 по состоянию на 2025 год[136]
- Турция — 32 ПУ (4 дивизиона) по состоянию на 2025 год[137]

### Турция
8 апреля 2017 года МИД Турции заявил о соглашении на поставку российских ЗРК С-400. 12 сентября 2017 года было объявлено о подписании контракта на 2,5 млрд долларов на поставку систем Турции. Реализация контракта вызвала резкую критику со стороны американской администрации, Белый дом заявил, что участие Турции в программе самолётов-истребителей F-35 теперь «невозможно».
Тем не менее, 25 июля 2019 года было объявлено о завершении передачи первой группы компонентов систем С-400 командованию аэропорта Мюртед (Анкара); развёртывание системы осуществлено в конце 2019 года. Турция получила четыре дивизиона С-400 на сумму 2,5 млрд долл. 8 июня 2020 года глава секретариата оборонной промышленности республики Исмаил Демир сообщил, что Россия и Турция достигли принципиального соглашения по поставке второго комплекта систем ПВО С-400. 

17 августа 2020 года появились сообщения, что Турция готова перепродать США все свои комплекты С-400, несмотря на условия договора с Россией на запрет передачи или перепродажи С-400 третьим странам; условием сделки Турции и США является заём от США в 10 млрд долл. и возврат Турции к совместному производству F-35. Решение о «перепродаже» принято не было. 

В августе 2021 года генеральный директор «Рособоронэкспорта» Александр Михеев анонсировал подписание в 2021 году контракта с Турцией на новую поставку С-400.

### Китай
О заключении контракта с Китаем официально было объявлено в апреле 2015 года, стоимость контракта составляет более 3 млрд долл..
Первый полковой комплект был поставлен в январе-мае 2018 года. В январе 2019 года было объявлено, что китайские военные завершили программу испытаний С-400.
В июле 2019 года начались поставки в Китай второго полкового комплекта С-400.

### Несостоявшиеся поставки
- Саудовская Аравия — по данным телеканала Al-Arabiya, 5 октября 2017 года, в ходе визита в Москву короля Сальмана бен Абделя Азиза Аль Сауда договорился с Россией о приобретении зенитных ракетных систем С-400[149]. Однако, как сообщило издание Форбс, из-за санкций против России, страна вынуждена была отказаться от покупки ЗРК[150]. Вместо них в феврале 2024 года была заключена сделка о поставке южнокорейских KM-SAM.
- Марокко — в ноябре 2017 года в СМИ появилась информация о проведении переговоров на поставку комплексов С-400 в Марокко[151]. Договорённостей не достигнуто.
- Ирак — в феврале 2018 года, по сообщению агентства Al Sura, в Россию прибыла делегация министерства обороны Ирака для обсуждения условий покупки системы С-400[152]. Позднее посол Ирака в России Хайдар Хади заявил, что Ирак на данный момент не «изъявляет никакого желания приобрести системы С-400»[153]. В мае 2019 года посол Ирака в Москве Хайдар Мансур Хади заявил: «Что касается ЗРС, иракское правительство приняло решение. Оно хочет закупить С-400»[154]. Меморандум аннулирован, контракт не подписан. Вместо них в 2024 году была заключена сделка о поставке южнокорейских KM-SAM.

#### Возможные операторы
- Иран — Иран несколько раз выражал заинтересованность в покупке комплексов С-400. По данным издания Bloomberg, в 2019 году Россия отказала Ирану в поставке С-400 из-за опасений роста напряжённости в регионе[155].

Как сообщил американский канал CNBC в 2018 году со ссылкой на источники в разведке, не менее 13 стран выражали разную степень заинтересованности в поставках комплекса С-400. Помимо указанных выше, в списке заинтересованных покупкой С-400 числились такие страны, как Катар, Египет и Вьетнам.

## Оценка проекта
Часть обозревателей отмечает общую проблематику низколетящих целей (крылатые ракеты). Дело в том, что без поддержки самолёта ДРЛО, такого как А-50, наземные комплексы ПВО, даже не применительно к С-400, не способны поражать низколетящие цели за пределами радиогоризонта, который составляет десятки километров с учётом применения вышек для РЛС (собственных С-400).
Шведское исследовательское оборонное агентство опубликовало анализ, в котором указывается, что реальные возможности С-400 преувеличены: радиус действия этой системы против низколетящих целей на самом деле составляет всего 20 километров, а фактическая дальность — 150—200 км вместо заявленных 400 км. Также, согласно отчёту, зенитная ракета 40Н6 с предполагаемой дальностью 400 км не прошла полностью испытания и не настолько надёжна. Кроме того, там утверждается, что весь комплекс можно нейтрализовать, отключив или уничтожив в нём всего одно звено, например, пункт управления или РЛС.
Позднее эксперты National Interest ответили на эту критику, заявив, что нейтрализовать комплекс несколько сложнее, ведь он развёртывается чаще всего с прикрытием ЗРК ближнего радиуса действия, например «Панцирь» или «Тор». Однако в целом эксперты National Interest считают шведский отчёт качественным анализом, который показывает, что реальные возможности С-400 всё же не такие, как это заявляется официально
Royal United Services Institute составил большой отчёт по практическому использованию С-400 в конфликтах. Британские эксперты оценивают практическое использование системы как крайне эффективную и высокую оценку дают новой РЛС 48Я6 «Подлет-К1» по поражению низколетящих целей. В отчёте указывается на эффективный обстрел С-400 целей, которые уже скрылись за горизонтом за счет новых ракет с активной ГСН, которые не требует использования подсветки наземной РЛС. Эксперты отмечают, что хотя С-400 интегрирован с самолётом ДРЛО А-50 и звеном истребителей ПВО в своём секторе в единый комплекс противовоздушной обороны с общим целеуказанием, но практическая реализация тяжеловесная, так как данные сначала поступают на самолёт управления подобный ИЛ-20М и только после команды операторов с него происходит выдача целей, что делает невозможным быструю координацию С-400 с ДРЛО и истребителями, практически такое решение пригодно только для обстрела целей на большой дистанции. Отмечается, что С-400 поставила рекорд подтвержденного поражения самолёта на дистанции 217 км.